# Closer (The Chainsmokers)
Closer è un singolo del gruppo musicale statunitense The Chainsmokers, pubblicato il 29 luglio 2016 come terzo estratto dal secondo EP Collage.

## Descrizione
Il brano, dal genere elettropop, future bass e pop, vede la partecipazione della cantante statunitense Halsey, la quale è vocalmente accompagnata dal membro dei Chainsmokers Andrew Taggart.
La stesura del brano è stata notevolmente influenzata dai Blink-182, e in particolare dalla loro canzone I Miss You; il gruppo è menzionato anche nel testo. Originariamente, la parte affidata ad Halsey era stata proposta a Camila Cabello, all'epoca ancora membro delle Fifth Harmony. Il 2 settembre 2016 i membri della rock band The Fray, Isaac Slade e Joe King, sono stati accreditati come autori della canzone dopo diverse comparazioni tra il ritornello di Closer e quello del brano Over My Head (Cable Car).

## Promozione
Halsey e Taggart hanno concluso lo show degli MTV Video Music Awards 2016 esibendosi con Closer. Il gruppo e la cantante hanno portato il brano anche agli American Music Award 2016.

## Video musicale
Un lyric video, diretto da Rory Kramer, è stato reso disponibile su YouTube in concomitanza con l'uscita del singolo e presenta i modelli Alyssa Lynch e Jordan Wright. Il video musicale è stato invece diretto da Dano Cerny e pubblicato il 24 ottobre 2016, con protagonisti Taggart e Halsey.

## Tracce
Testi e musiche di Andrew Taggart, Ashley Frangipane, Shaun Frank, Frederic Kennett, Isaac Slade e Joe King.
Download digitale
1. Closer (feat. Halsey) – 4:04

Download digitale – Remixes
1. Closer (feat. Halsey) (R3hab Remix) – 2:41
2. Closer (feat. Halsey) (Shaun Frank Remix) – 4:12
3. Closer (feat. Halsey) (T-Mass Remix) – 4:07
4. Closer (feat. Halsey) (Wuki Remix) – 4:04
5. Closer (feat. Halsey) (ARMNHMR Remix) – 4:26
6. Closer (feat. Halsey) (Robotaki Remix) – 4:12

## Successo commerciale
Closer è stato il 3º singolo più venduto dell'anno secondo l'International Federation of the Phonographic Industry, dopo aver accumulato 11,7 milioni di unità.
Negli Stati Uniti ha fatto il suo ingresso nella Billboard Hot 100 nella pubblicazione del 20 agosto 2016 alla numero 9, divenendo la terza top ten dei Chainsmokers e la prima di Halsey. Dopo due settimane ha raggiunto il primo posto grazie a 116 000 download digitali, 23,1 milioni di riproduzioni in streaming e 49 milioni di audience radiofonica, segnando il primo singolo al numero uno per entrambi gli artisti. Ha mantenuto per dodici settimane la vetta della classifica, conquistandosi il titolo di singolo più longevo al numero uno durante il 2016; è stato poi spodestato da Black Beatles dei Rae Sremmurd.

## Classifiche

### Classifiche settimanali
| Classifica (2016-17) | Posizione massima |
| -------------------- | ----------------- |
| Australia            | 1                 |
| Austria              | 2                 |
| Belgio (Fiandre)     | 1                 |
| Belgio (Vallonia)    | 5                 |
| Canada               | 1                 |
| Danimarca            | 1                 |
| Filippine            | 5                 |
| Finlandia            | 5                 |
| Francia              | 31                |
| Germania             | 2                 |
| Irlanda              | 1                 |
| Italia               | 2                 |
| Libano               | 2                 |
| Lussemburgo          | 4                 |
| Messico              | 1                 |
| Norvegia             | 1                 |
| Nuova Zelanda        | 1                 |
| Paesi Bassi          | 1                 |
| Polonia              | 17                |
| Portogallo           | 1                 |
| Regno Unito          | 1                 |
| Repubblica Ceca      | 1                 |
| Russia               | 41                |
| Slovacchia           | 3                 |
| Slovenia             | 17                |
| Spagna               | 4                 |
| Stati Uniti          | 1                 |
| Svezia               | 1                 |
| Svizzera             | 5                 |
| Ucraina              | 43                |
| Ungheria             | 2                 |

### Classifiche di fine anno
| Classifica (2016) | Posizione |
| ----------------- | --------- |
| Australia         | 1         |
| Austria           | 19        |
| Belgio (Fiandre)  | 13        |
| Belgio (Vallonia) | 44        |
| Brasile           | 17        |
| Canada            | 10        |
| Danimarca         | 26        |
| Francia           | 89        |
| Germania          | 18        |
| Islanda           | 34        |
| Italia            | 27        |
| Nuova Zelanda     | 3         |
| Paesi Bassi       | 22        |
| Regno Unito       | 7         |
| Stati Uniti       | 10        |
| Svezia            | 16        |
| Svizzera          | 44        |
| Ungheria          | 14        |
| Classifica (2017) | Posizione |
| Australia         | 51        |
| Belgio (Fiandre)  | 83        |
| Brasile           | 45        |
| Canada            | 3         |
| Danimarca         | 78        |
| Francia           | 187       |
| Italia            | 48        |
| Nuova Zelanda     | 39        |
| Paesi Bassi       | 97        |
| Regno Unito       | 71        |
| Stati Uniti       | 7         |
| Svezia            | 86        |
| Svizzera          | 67        |
| Ungheria          | 44        |

### Classifiche di fine decennio
| Classifica (2010-19) | Posizione |
| -------------------- | --------- |
| Australia            | 15        |
| Regno Unito          | 35        |
| Stati Uniti          | 4         |

### Classifiche di fine secolo
| Classifica (2000-2024) | Posizione |
| ---------------------- | --------- |
| Stati Uniti            | 8         |

### Classifiche di tutti i tempi
| Classifica (1958-2021) | Posizione |
| ---------------------- | --------- |
| Stati Uniti            | 14        |

## Date di pubblicazione
| Paese                 | Data              | Formato                      | Versione  | Nota   |
| --------------------- | ----------------- | ---------------------------- | --------- | ------ |
| Mondo                 | 29 luglio 2016    | Download digitale, streaming | Originale | [ 87 ] |
| Stati Uniti d'America | 2 agosto 2016     | Contemporary hit radio       | Originale | [ 88 ] |
| Stati Uniti d'America | 2 agosto 2016     | Rhythmic contemporary        | Originale | [ 89 ] |
| Italia                | 26 agosto 2016    | Contemporary hit radio       | Originale | [ 90 ] |
| Mondo                 | 23 settembre 2016 | Download digitale, streaming | Remixes   | [ 91 ] |